# Austrheim
Austrheim er en kommune i den vestlige del af Vestland fylke i Norge. 
Kommunen består af en række øer ud til Nordsøen, samt nordvestspidsen af Lindåshalvøen. Norges vestligste fastlandspunkt Vardetangen ligger i Austrheim. I nord ligger Gulen kommune, i øst Lindås, i syd Radøy, og i vest Fedje.
60°46′48″N 4°55′28″Ø / 60.78000°N 4.92444°Ø